# Sevenload
Sevenload [ˈsevənloʊd] war ein Videoportal, das am 4. April 2014 eingestellt worden ist. Auf Sevenload konnten Videos und Bilder hochgeladen, indiziert, geschützt, kommentiert, in Alben organisiert und mit Anderen geteilt und ausgetauscht werden. Neben dem User-Generated-Content bot Sevenload den Nutzern in Zusammenarbeit mit zahlreichen Produktionsfirmen und Plattenlabels TV-Inhalte und eine Vielzahl an Musikvideos. Im TV-Bereich kooperierte Sevenload z. B. mit National Geographic, der Deutschen Welle und DMAX. Universal Music und Sony Music zeigten in ihren Channels aktuelle und ältere Musikclips. Zuletzt gab es 22 lokalisierte Landesportale in insgesamt 12 Sprachen.

## Unternehmen
Gegründet wurde die sevenload GmbH im April 2006 in Köln von Ibrahim Evsan, Thomas Bachem und der Beteiligungsgesellschaft von Axel Schmiegelow (dw capital GmbH). Ibrahim Evsan und Thomas Bachem hatten seit Herbst 2005 die Technologie für einen Videoplayer im Internet entwickelt. Axel Schmiegelow wurde im Sommer 2006 zum Geschäftsführer ernannt. Ibrahim Evsan und Thomas Bachem zeichneten ebenfalls als Geschäftsführer. In 2007 kam Andreas Heyden als weiterer Geschäftsführer dazu, der als Inhouse-Gründer bei RTL den Sevenload-Wettbewerber Clipfish gegründet hatte. Er übernahm die Verantwortung für die Lizenzierung professioneller TV Inhalte.
Die beiden Mitgründer Ibrahim Evsan und Thomas Bachem verließen im September 2009 die Firma, um ein neues Unternehmen zu gründen. Die Geschäftsführer der Gesellschaft waren seitdem Axel Schmiegelow und Andreas Heyden. Beteiligt an Sevenload waren T-Online Venture Fund, DLD Ventures, Martin Varsavsky, Media Ventures GmbH, dw capital GmbH sowie über Managementbeteiligungsgesellschaften Axel Schmiegelow, Andreas Heyden, Jodok Batlogg, Richard Cooperstein und eine Mitarbeiterbeteiligungsgesellschaft.
Am 15. Dezember 2010 wurde durch einen Bericht im Handelsblatt bekannt, dass der Burda-Konzern über seine Beteiligungsgesellschaft DLD Ventures die Mehrheit am Unternehmen durch den Kauf der Anteile des T-Online Venture Funds zum 17. Dezember 2010 übernommen hatte.
Im Zuge dessen wechselte der Mitgründer und bisheriger Geschäftsführer Axel Schmiegelow in den Aufsichtsrat des Unternehmens, während Andreas Heyden die alleinige Geschäftsführung übernahm. Der neue Aufsichtsrat wurde demzufolge durch Marcel Reichart, Jörg Lübcke und Axel Schmiegelow gebildet. Laut Medienberichten lag die Vermutung nahe, dass aufgrund der Zusammensetzung des Aufsichtsrats auch die Media Ventures GmbH (Dirk Ströer) und Privatinvestoren wie Martin Varsavsky ihre Anteile abgegeben hatten, und nur DLD Ventures und dw capital als Investoren weiter am Unternehmen beteiligt waren. Die weiteren Beteiligungsverhältnisse an Sevenload durch weitere Investoren oder Minderheitsbeteiligungen waren seitdem unklar.
Am 4. April 2014 wurde Sevenload eingestellt.

## Benutzerfunktionen
Unregistrierte Nutzer konnten die bei Sevenload veröffentlichten Inhalte ansehen. Registrierte Nutzer hatten zudem die Möglichkeit, eigene Inhalte hochzuladen und aktiv die Community mitzugestalten. Die User hatten bei ihren selbst erstellten Werken die Möglichkeit, die Nutzungsrechte über die Creative-Commons-Lizenz zu verwalten. Über RSS-Web-Feeds konnten sich die Nutzer individuell über Aktualisierungen der Bilder und Videos oder spezielle Schlüsselwörter informieren lassen. Mit zahlreichen Widgets oder dem Embedded-Flashplayer konnten auf Sevenload gehostete Fotos und Videos in privaten Websites, Foren oder Blogs der Mitglieder integriert werden.

## Inhalte
Neben dem Prinzip des User-generated content bot Sevenload seinen Nutzern nach verschiedenen Kategorien strukturierte Kanäle an. Das Unternehmen verstand sich in diesem Bereich selbst als Anbieter für sogenannte „Premium-TV-Inhalte“, die über verschiedene Content-Partner bereitgestellt wurden. In diesen Kanälen wurden regelmäßig über 1.800 WebTV-Formate mit eigenen Moderatoren und Schauspielern in Form von Eigenproduktionen, Shows, Reportagen und Dokumentationen präsentiert (unter anderem die Mindtime Show). Dabei wurden die Inhalte durch eine eigene Redaktion in den Kanälen selbst zusammengestellt, so dass eine Mischung aus professionellen Themen wie die Videos von Focus Online, aber auch von semiprofessionellen bis amateurhaften Inhalten, die vielmehr dem User-Generated-Content zuzuordnen sind, entstand.
So waren die achte und neunte Staffel von Big Brother als eigenes Format zentral in der Website integriert. Seit August 2008 war die erste Staffel (1995) von Verbotene Liebe abrufbar. Im September 2009 startete Sevenload mit dem eigenen Musikportal sevenload Music TV. Seit August 2009 war bei Sevenload ein deutsch- und französischsprachiger Kanal für World Wrestling Entertainment zu finden. Im Februar 2010 folgte die türkischsprachige Website und im Oktober 2010 die polnischsprachige Website für World Wrestling Entertainment.

## Technik
Die Videos wurden bei Sevenload im Flash-Video-Format gespeichert und konnten online als Stream im Webbrowser abgespielt werden. Zum Betrachten der Videos im Webbrowser war die Installation des Adobe-Flash-Plugins erforderlich. Videos konnten bis zu einer Größe von 1,5 GB in den gängigsten Formaten (z. B. AVI, MPEG, WMV oder QuickTime) hochgeladen werden. Vor der Weiterverbreitung wurden sie von Sevenload in das Flash-Video-Format konvertiert. Die Nutzer konnten Bilder bis zu einer Größe von zehn MB hochladen; erlaubt waren die Formate JPG, GIF, PNG, BMP, TIF, JP2, PSD, WMF und EPS.
Neben den klassischen Werbebannern bot Sevenload auch Videoadvertisement, was mit einer Erlösbeteiligung für die Nutzer einherging. Jedes Video begann mit einer max. 30-sekündigen Werbung, bis man den eigentlichen Inhalt zu sehen bekam.
Ende März 2008 wurde das Portal komplett überarbeitet und trug den Namen „sevenload 3.0“. Neben dem Design wurde auch der Videoplayer neu entworfen und bot eine bessere Bildqualität. Die Benutzer konnten in der neuen Version Gruppen erstellen, was bereits von anderen sozialen Netzwerken, wie etwa Facebook oder StudiVZ, bekannt war.
Seit Februar 2009 konnten Videos in High-Definition-Qualität hochgeladen werden, dafür wurde das Größenlimit von 200 Megabyte auf 1,5 Gigabyte heraufgesetzt.
Später waren einige der Videos von Sevenload mit ca. 100 Channeln auch auf neuen TV-Geräten von Philips Net TV, Sony BRAVIA, TechniSat und Loewe sowie auf Set-Top-Boxen und Digitalreceivern mit T-Home Entertain und Videoweb verfügbar.

## Kritik
Urheberrechtsverletzungen
Trotz Verbot kam es auch immer wieder zur Verbreitung von urheberrechtlich geschütztem Material auf Sevenload. Laut einem Testbericht aus dem Jahr 2007 von der Zeitschrift Computer Bild wurde dieses aber schnell nach dem Eingang einer Meldung gelöscht. In einem Urteil vom 29. September 2010 des Hanseatischen Oberlandesgerichts Hamburg wurde die Videoplattform Sevenload im Rahmen einer Berufungsklage eines Musikverlags von den Vorwürfen entlastet, sich urheberrechtlich geschütztes Material zu Eigen zu machen und musste sich daher nicht als Täter einer Urheberrechtsverletzung verantworten. Dieses Urteil scheint für die deutsche Medienbranche richtungsweisend zu sein, zumal das Landgericht Hamburg erst im August einen Eilantrag der GEMA auf eine Einstweilige Verfügung gegen das Konkurrenzportal YouTube ablehnte.
Inhalte
Das Portal bot im Vergleich zur Konkurrenz weniger Videos an. Neben ca. 1.800 Channels fand man den für Videoplattformen bekannten Inhalt aus kurzen Clips, Mitschnitten, Aufnahmen und lustigen Videos.